# Frații Dobronăuțeanu
Frații Dobronăuțeanu: Emanuel - Corneliu Dobronăuțeanu și Ion Șerban Dobronăuțeanu sunt doi oameni de afaceri români.
Aceștia dețin companiile Bibco Biborțeni, Murfatlar, Principal Company, Euroavipo
și Romanian Drinks Service.
Deși figurează ca acționari direcți în peste 20 de companii, frații Dobronăuțeanu nu și-au unit afacerile într-un grup.